# Franz Michael Veith

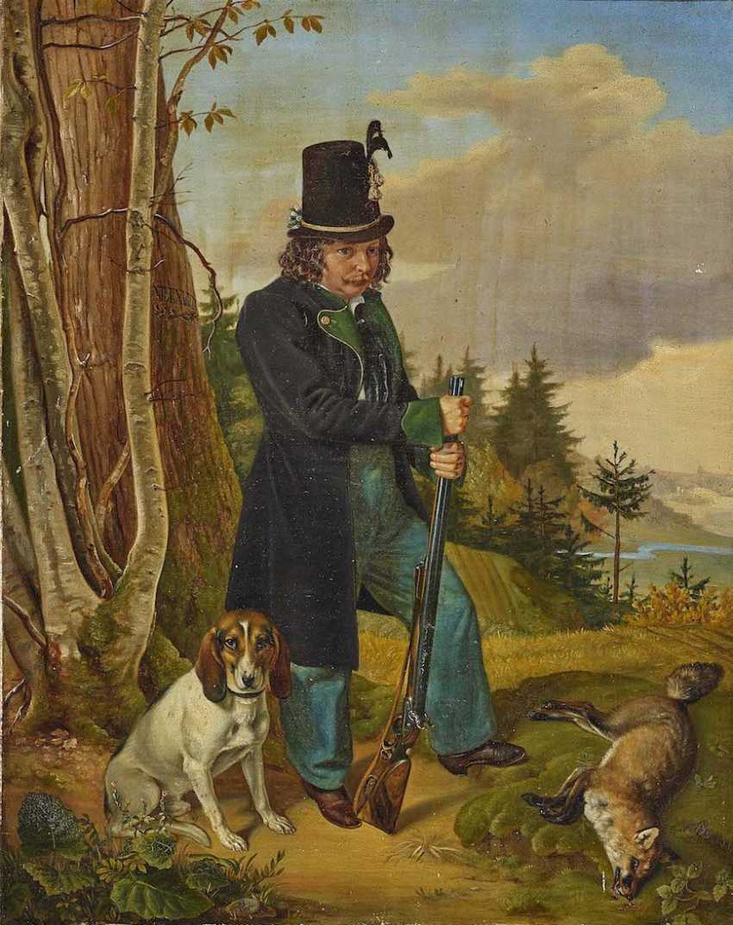
Jäger mit Hund

Franz Michael Veith (* 1799 in Augsburg; † 6. März 1846 in München) war ein deutscher Genre- und Historienmaler sowie Lithograf.
Veith studierte an der Königlichen Kunstschule in Augsburg bei Professor Clemens von Zimmermann und ab dem 17. August 1820 an der Königlichen Akademie der Künste in München. Nach dem Studium unternahm er eine Studienreise nach Italien. Zurück in Augsburg 1825 wurde er zum Professor an der Augsburger Kunstschule ernannt.
Veith malte Genre- und Historienbilder sowie Porträts. Er schuf Lithografien und lieferte Druckvorlagen an die „Fliegenden Blätter“, die nach seinem Tode auch für die Münchener Bilderbogen verwandt wurden.